# Ministère de l'Agriculture et de l'Environnement (Espagne)
Pour les articles homonymes, voir Ministère de l'Agriculture.
Le ministère de l'Agriculture et de la Pêche, de l'Alimentation et de l'Environnement d'Espagne (Ministerio de Agricultura y Pesca, Alimentación y Medio Ambiente de España) est le département ministériel responsable de la protection de l'environnement, de la politique agricole et de la gestion des eaux en Espagne.
Le siège du ministère se trouve au Paseo Infanta Isabel, à Madrid.

## Missions

### Fonctions
Le ministère de l'Agriculture, de l'Alimentation et de l'Environnement est chargé de la proposition et l'exécution de la politique gouvernementale en matière de ressources agricoles, pastorales, piscicoles, d'industrie agro-alimentaire, de développement rural et d'environnement.

### Organisation
Le ministère de l'Agriculture, de l'Alimentation et de l'Environnement s'organise de la façon suivante : 
- Ministre de l'Agriculture et de la Pêche, de l'Alimentation et de l'Environnement (Ministro de Agricultura y Pesca, Alimentación y Medio Ambiente) ; 
  - Secrétaire d'État à l'Environnement (Secretaría de Estado de Medio Ambiente) ; 
    - Direction générale des Eaux ;
    - Bureau espagnol du changement climatique ;
    - Direction générale de la Qualité et de l'évaluation environnementales et du Milieu naturel ;
    - Direction générale de la Durabilité du littoral et de la mer ;

  - Secrétariat général de l'Agriculture et de l'Alimentation (Secretaría General de Agricultura y Alimentación) ; 
    - Direction générale de la Production et des Marchés agraires ;
    - Direction générale de la Santé de la production agraire ;
    - Direction générale du Développement rural et de la Politique forestière ;
    - Direction générale des Industries alimentaires ;

  - Sous-secrétariat de l'Agriculture et de la Pêche, de l'Alimentation et de l'Environnement (Subsecretaría de Agricultura y Pesca, Alimentación y Medio Ambiente) ; 
    - Secrétariat général technique ;
    - Direction générale des services ;

  - Secrétariat général de la Pêche (Secretaría General de Pesca) ; 
    - Direction générale des Ressources piscicoles ;
    - Direction général de la Réglementation de la pêche et de l'aquaculture.

## Histoire
Le premier ministère de l'Agriculture (Ministerio de Agricultura) apparaît en Espagne en 1933. Ses compétences sont élargies à la pêche maritime en 1980, puis à l'alimentation, l'année suivante. En outre, depuis 1977, le ministère des Travaux publics gère toutes les questions relatives à la protection de l'environnement. Il faut toutefois attendre 1996 pour que soit créé le ministère de l'Environnement (Ministerio de Medio Ambiente).
Les deux ministères sont fusionnés en 2008, pour créer le ministère de l'Environnement et du Milieu rural et marin (Ministerio de Medio Ambiente, y Medio Rural y Marino). À la suite du retour du Parti populaire (PP) au pouvoir en 2011, il prend le titre de ministère de l'Agriculture, de l'Alimentation et de l'Environnement (Ministerio de Agricultura, Alimentación y Medio Ambiente).

## Titulaires depuis 2008
| Nom | Nom                    | Dates du mandat | Dates du mandat | Parti | Gouvernement(s) |
| --- | ---------------------- | --------------- | --------------- | ----- | --------------- |
| | Elena Espinosa         | 14/04/2008      | 21/10/2010      | PSOE  | Zapatero II     |
| | Rosa Aguilar           | 21/10/2010      | 22/12/2011      | Aucun | Zapatero II     |
| | Miguel Arias Cañete    | 22/12/2011      | 28/04/2014      | PP    | Rajoy I         |
| | Isabel García Tejerina | 28/04/2014      | 07/06/2018      | PP    | Rajoy I et II   |
| Dans l’intervalle entre deux mandats, le ministre sortant assure l’intérim Titres successifs : - 2016-2018 : Agriculture et Pêche, Alimentation et Environnement |                        |                 |                 |       |                 |

## Identité visuelle (logotype)

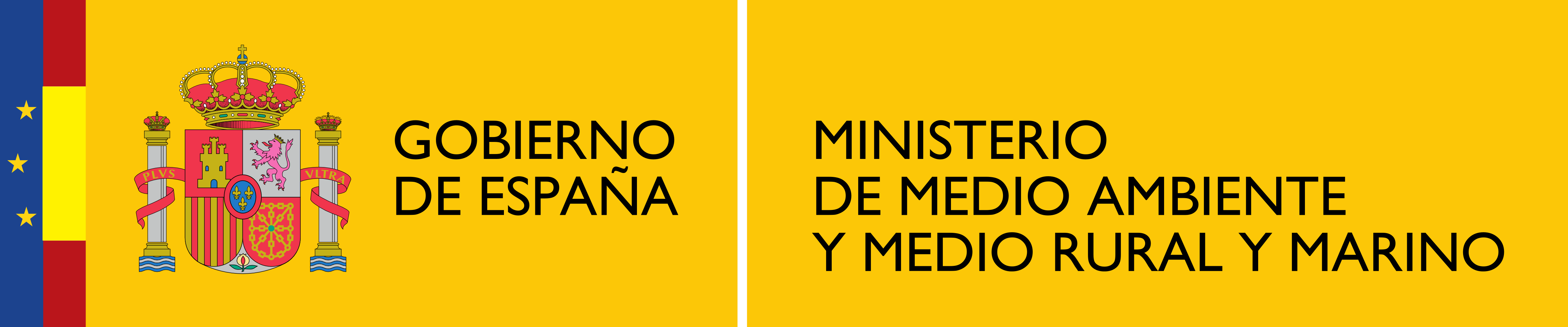
Logo du ministère de l'Environnement, Milieu rural et marin entre 2008 et 2011.
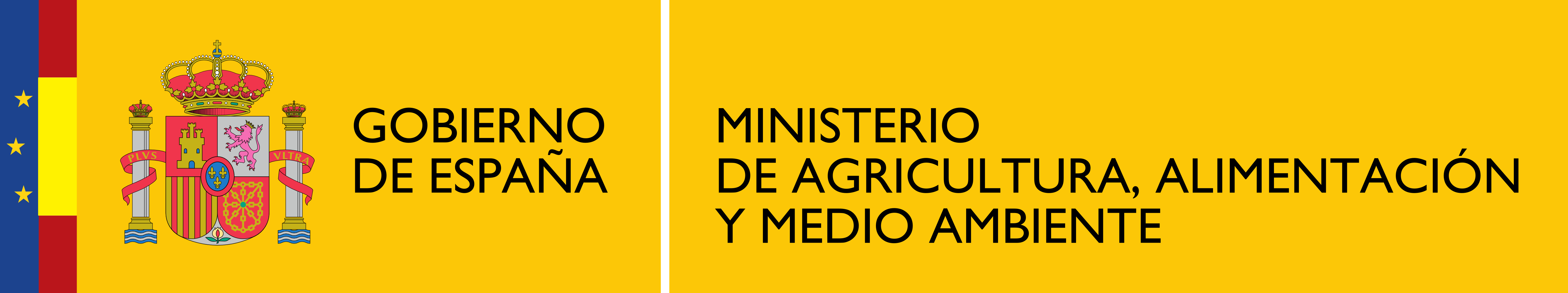
Logo du ministère de l'Agriculture, de l'Alimentation et de l'Environnement entre 2011 et 2016.
Logo du ministère de l'Agriculture et Pêche, de l'Alimentation et de Environnement entre 2016 et 2018.